# Chenggu
Chenggu  (chinesisch 城固县, Pinyin Chénggù Xiàn) ist ein Kreis der bezirksfreien Stadt Hanzhong in der chinesischen Provinz Shaanxi. Die Fläche beträgt 2.217 Quadratkilometer und die Einwohnerzahl 442.035 (Stand: Zensus 2020). 1999 zählte Chenggu 497.871 Einwohner.
Im Kreisgebiet liegen das Grab von Zhang Qian (张骞墓, Zhāng Qiān mù), das Wumenyan-Wehr (五门堰, Wǔményàn), und, in der Großgemeinde Baoshan (宝山镇), die Ruinen von Baoshan (宝山遗址, Bǎoshān yízhǐ) aus dem Neolithikum und der Zeit der Shang-Dynastie, die auf der Liste der Denkmäler der Volksrepublik China stehen.

## Administrative Gliederung
Auf Gemeindeebene setzt sich Chenggu aus 18 Großgemeinden zusammen. Diese sind:
- Großgemeinde Bowang (博望镇)
- Großgemeinde Longtou (龙头镇)
- Großgemeinde Shaheying (沙河营镇)
- Großgemeinde Wenchuan (文川镇)
- Großgemeinde Liulin (柳林镇)
- Großgemeinde Laozhuang (老庄镇)
- Großgemeinde Cuijiashan (崔家山镇)
- Großgemeinde Jieyuan (桔园镇)
- Großgemeinde Yuangong (原公镇)
- Großgemeinde Shangyuanguan (上元观镇)
- Großgemeinde Tianming (天明镇)
- Großgemeinde Erli (二里镇)
- Großgemeinde Wudu (五堵镇)
- Großgemeinde Shuangxi (双溪镇)
- Großgemeinde Xiaohe (小河镇)
- Großgemeinde Wulangmiao (五郎庙镇)
- Großgemeinde Dongjiaying (董家营镇)
- Großgemeinde Sanhe (三合镇)